# Leave the Story Untold
Leave the Story Untold is het debuutalbum van de Belgische alternatieve rockgroep Soulwax dat op de Belgische markt voor het eerst werd uitgebracht op 23 oktober 1995. Tien jaar later, in 2005, werd het album opnieuw uitgebracht nadat de band nieuwe fans had gevonden met hun werk onder het mom van 2manydjs .
De nummers "Reruns (Daisy Duke)" en "Hammer & Tongues" werden eerder uitgebracht op een gelimiteerde witte, 10" vinyl genaamd 2nd Handsome Blues.

## Tracklist
| 1.                 | Intro                                             | 00:36 |
| 2.                 | Reruns (Daisy Duke)                               | 03:10 |
| 3.                 | Caramel                                           | 04:20 |
| 4.                 | Kill Your Darlings                                | 03:18 |
| 5.                 | Great Continental Suicide Note                    | 04:40 |
| 6.                 | Soul Simplicity                                   | 04:34 |
| 7.                 | Rooster                                           | 06:51 |
| 8.                 | Tales of a Dead Scene                             | 03:48 |
| 9.                 | Hammer & Tongues                                  | 03:27 |
| 10.                | Spending the Afternoon in a Slowly Revolvin' Door | 01:17 |
| 11.                | About It Song                                     | 05:11 |
| 12.                | Long Distance Zoom                                | 03:08 |
| 13.                | Vista Grande                                      | 02:14 |
| 14.                | Acapulco Gold                                     | 05:55 |
| Totale duur: 52:29 |                                                   |       |

- MusicBrainz release group: cb16bcca-9c29-3807-ba5f-696ef8c5fb59